# وین (میشیگان)
وین (به انگلیسی: Vienna) یک منطقهٔ مسکونی در ایالات متحده آمریکا است که در میشیگان قرار دارد. وین ۱۷۸٫۹۲ متر بالاتر از سطح دریا واقع شده‌است.